# ティルマン・ラフ

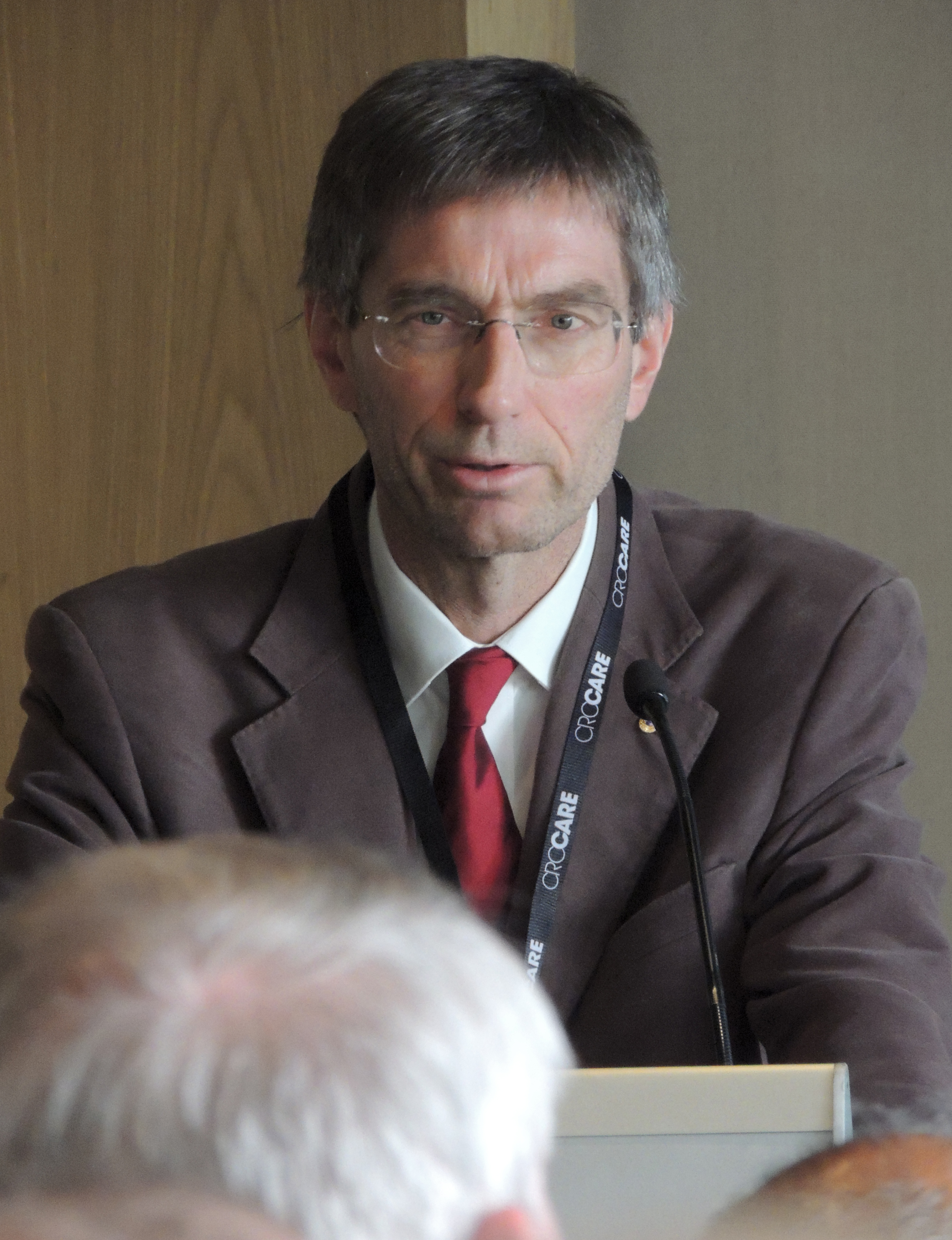
ティルマン・ラフ、2015年撮影。

ティルマン・ラフ（Tilman Ruff、1955年 - ）は、公衆衛生を専門とするオーストラリアの医師、メルボルン大学准教授。核戦争防止国際医師会議 (IPPNW) 共同会長や、核兵器廃絶国際キャンペーン (ICAN) の共同創設者、初代代表としての活動で知られる。

## 核軍縮について
2010年、ラフは『シドニー・モーニング・ヘラルド』紙に、「私たちは長い道のりを歩んできました。核兵器の数は、最も多かった1986年の 70,000 から 23,000 ほどにまで減少しており、これは劇的な削減と言えます。(We've come a long way. The numbers of nuclear weapons have been reduced from the peak of 70,000 in 1986 to about 23,000 - that's a drastic reduction.)」と語った。
ラフは、オーストラリアの元首相マルコム・フレーザーとの共著により、「2015 is the year to ban nuclear weapons（2015年は核兵器を禁止する年）」という論文を発表した。2017年、ICANが、「核兵器のいかなる使用も人道上破滅的な帰結をもたらすことに注意を引き寄せ、また、こうした兵器の条約による禁止を目指す画期的な努力をおこなったこと (its work to draw attention to the catastrophic humanitarian consequences of any use of nuclear weapons and for its ground-breaking efforts to achieve a treaty-based prohibition of such weapons)」に対してノーベル平和賞受賞した際には、ラフは ICAN の事績と受賞への誇りを表明した。

## 栄誉
2012年、ラフは、「核兵器廃絶の提唱者としての平和の推進、および、東南アジア、太平洋地域における予防接種の推進への貢献に対して (for service to the promotion of peace as an advocate for the abolition of nuclear weapons, and to public health through the promotion of immunisation programs in the South-East Asia – Pacific region)」オーストラリア勲章を受章した。
2017年10月、ICAN はノーベル平和賞を受賞した。ラフは、2019年の女王誕生日叙勲 (2019 Queen's Birthday Honours (Australia)) において、「核不拡散、軍縮の提唱者として国際社会に、また、医療に卓越した貢献をしたこと (distinguished service to the global community as an advocate for nuclear non-proliferation and disarmament, and to medicine)」に対して、オーストラリア勲章オフィサー級を受章した。

## 私生活
ラフは、1955年に南オーストラリア州アデレードに生まれた。妻シャーロッテとの間には成人した子どもふたり、イングリッド (Ingrid) とクリスティアン (Kristian) がいる。ラフは、子をもち親となったことが核軍縮の提唱に踏み込む覚悟を強めたと語っている。ラフは、モナシュ大学とグレン・ウェイヴァリー・セカンダリー・カレッジの卒業生である。